# Иоанникий (Чанцев)
Епи́скоп Иоанни́кий (в миру Иван Иванович Чанцев; 1858, Смоленская губерния — 1 апреля 1933, Кунгур) — епископ Русской православной церкви, епископ Кунгурский. Родной дядя епископа Евгения (Кобранова).

## Биография
Родился в 1858 году в Смоленской губернии в семье священника. В 1873 году окончил Смоленское духовное училище. В 1879 году окончил Смоленскую духовную семинарию.
В 1879 году назначен надзирателем за учениками Вяземского духовного училища. В 1880 году уволен за штат, в связи с поступлением в Московскую духовную академию, которую окончил в 1884 году со степенью кандидата богословия как магистрант исторического отделения. В 1884 году становится учителем Вяземского духовного училища Смоленской епархии.
Перешёл в Московскую епархию и в 1889 году рукоположён во священника и назначен к Софийской церкви Миусского кладбища Москвы. 4 (16) апреля 1893 года награждён набедренником.
С октября 1893 года служил священником Духосошественской церкви Лазаревского кладбища Москвы. В 1896 года награждён бархатной фиолетовой скуфьёй.
С апреля 1896 года служил священником Воскресенской церкви Ваганьковского кладбища города Москвы. 13 (26) апреля 1901 года награждён камилавкой. 24 марта (6 апреля) 1907 года награждён наперсным крестом, от Святейшего Синода выдаваемым.
С 1914 года священник московской Воскресенской церкви в Барашах. 28 марта (10 апреля) 1916 года награждён саном протоиерея. В 1917—1920 годы был настоятелем московской Воскресенской церкви в Барашах. Был благочинным церквей одного из отделений Ивановского сорока города Москвы.
Овдовел. К 1922 году находился за штатом. При возникновении в Москве обновленческого раскола примкнул к нему. «Для обеспечения родника епископской благодати» был избран епископом Бронницким, викарием Московской обновленческой епархии. 4 июня 1922 года епископом Антонином (Грановским) был пострижен в рясофор. 5 июня 1922 года хиротонисан во епископа Бронницкого, викария Московской епархии. Хиротонию совершили примкнувшие к обновленчеству епископы Антонин (Грановский) и Леонид (Скобеев). Это была первая епископская хиротония, совершённая обновленцами. В тот же день избран членом обновленческого Московского епархиального управления.
В книге Анатолия Краснова-Левитина и Вадима Шаврова даётся такая характеристика: «Новый епископ был, так сказать, „беспартийным специалистом“: никогда раньше ни к каким обновленческим группировкам он не примыкал и в дальнейшем никакой активной роли не играл». В августе 1922 года был участником Всероссийского съезда «Живой Церкви», на котором был возведён в сан архиепископа. 17 октября того же года становится членом обновленческого ВЦУ.
В октябре 1922 года назначен архиепископом Калужским и Боровским, председателем обновленческого Калужского епархиального управления. Назначения не принял. В ноябре 1922 года освобождён от назначения и оставлен епископом Бронницким, викарием Московской епархии.
3 марта 1923 года назначен архиепископом Подольским, викарием Московской епархии, с оставлением в должности члена обновленческого Московского епархиального управления. С 9 по 23 марта 1923 года председатель обновленческого Московского епархиального управления. В апреле-мае 1923 года участвовал во «Втором Всероссийском Поместном Соборе» (первом обновленческом). 2 октября 1923 года назначен архиепископом Бронницким, викарий Московской обновленческой епархии, с оставлением в должности члена обновленческого Московского епархиального управления. 30 мая 1924 года уволен на покой.
В июле 1924 года принес покаяние патриарху Тихону и был принят в сане епископа, за что 2 августа того же года постановлением Всероссийского обновленческого Синода запрещён в священнослужении.
В 1929 году назначен епископом Акмолинским, викарием Петропавловской епархии.
В 1930 году назначен епископом Кунгурским, викарием Пермской епархии. 21 октября 1932 года постановлением митрополита Сергия (Страгородского) и Временного Патриаршего Священного Синода при нём представлены права епархиального архиерея.
Скончался 1 апреля 1933 года в Кунгуре. Похоронен по левую сторону от Всехсвятского храма в Кунгуре.